# Ketchum (Oklahoma)
Pour les articles homonymes, voir Ketchum.
Ketchum est une ville du comté de Craig, dans l'État d'Oklahoma, aux États-Unis,. En 2010, elle compte une population de 442 habitants.

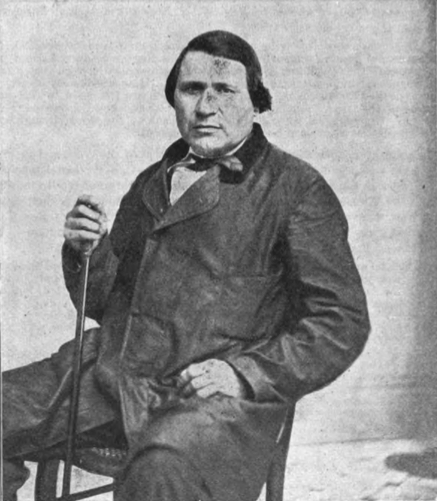
Portrait de James Ketchum, de la tribu du Delaware

## Démographie
Lors du recensement de 2010, la ville comptait une population de 442 habitants, tandis qu'en 2019, elle est estimée à 421 habitants.